# Playlife
Playlife est une entreprise de prêt-à-porter, basée à Trévise en Italie, créée en 1991 et disparue en 2013. La compagnie, qui appartenait à la famille Benetton, était la branche sportive du groupe.

## Moteur de Formule 1
Playlife a été présent comme partenaire de l'équipe de Formule 1 Benetton Formula de 1998 à 2000 en apparaissant comme fournisseur moteur de l'équipe. Les moteurs Playlife n'étaient en fait que des moteurs Mecachrome (1998) et Supertec (1999 et 2000), ex-Renault RS9 (1997), rebaptisés par l'équipe à des fins commerciales,.
Le Playlife a pris le départ de 49 Grands Prix et a permis à Benetton d'inscrire un total de 69 points. Son meilleur résultat est une 2e place obtenue à quatre reprises par Giancarlo Fisichella et la meilleure qualification est une pole position au Grand Prix d'Autriche 1998 par Fisichella. Lors de sa dernière saison, en 2000, il permet à Benetton d'obtenir la quatrième place au championnat des constructeurs.

### Playlife GC37-01

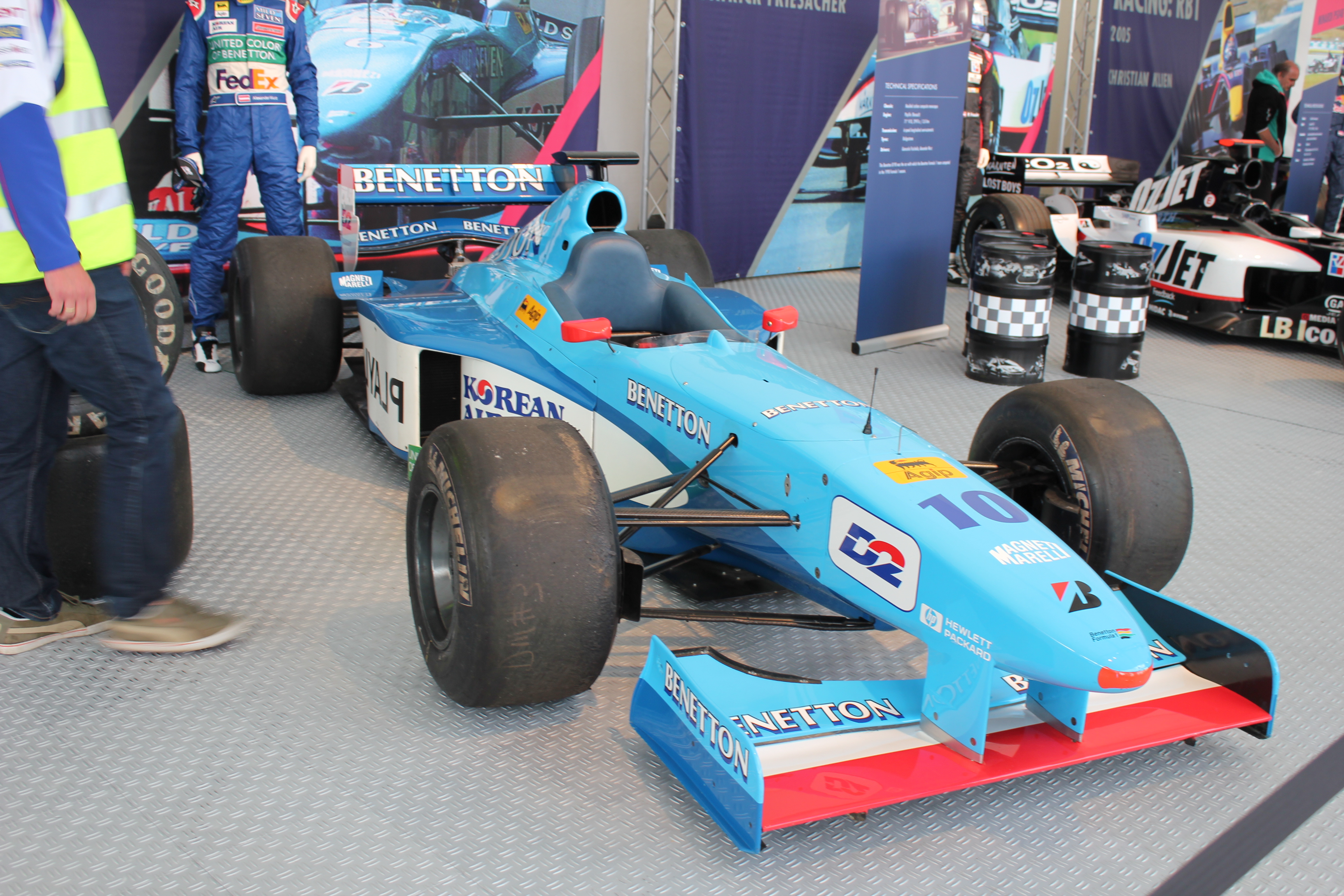
Benetton B198 à moteur Mecachrome badgé Playlife.

Ce bloc-moteur est un modèle Mecachrome GC37-01 rebadgé, conçu initialement par Renault Sport sous le nom Renault RS9. Le Playlife GC37-01 a été engagé en 1998.
- 10 cylindres en V à 71°
- Cylindrée : 2 997 cm3
- Régime moteur : 14 000 tr/min
- Puissance : 750 ch
- Poids : 121 kg
- Longueur : 623 mm
- Largeur : 542 mm
- Hauteur : 395 mm

### Playlife FB01

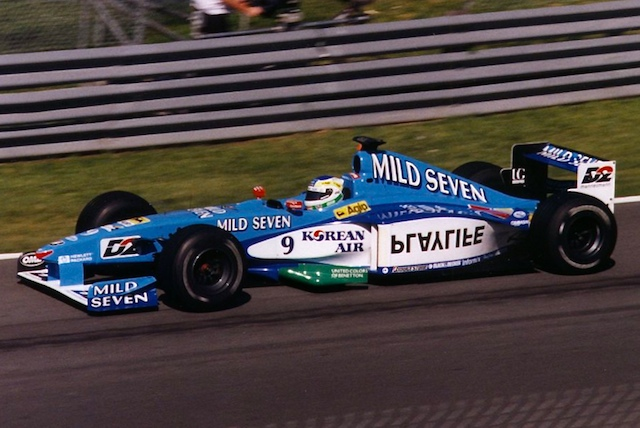
Benetton B199 à moteur Supertec badgé Playlife, ici pilotée par Giancarlo Fisichella au Grand Prix du Canada 1999.

Ce bloc-moteur est un modèle Supertec FB01 rebadgé, conçu initialement par Renault Sport sous le nom Renault RS9. Le Playlife FB01 a été engagé en 1999.
- 10 cylindres en V à 71°
- Cylindrée : 2 997 cm3
- Régime moteur : 14 000 tr/min
- Puissance : 750 ch
- Poids : 121 kg
- Longueur : 623 mm
- Largeur : 542 mm
- Hauteur : 395 mm

### Playlife FB02

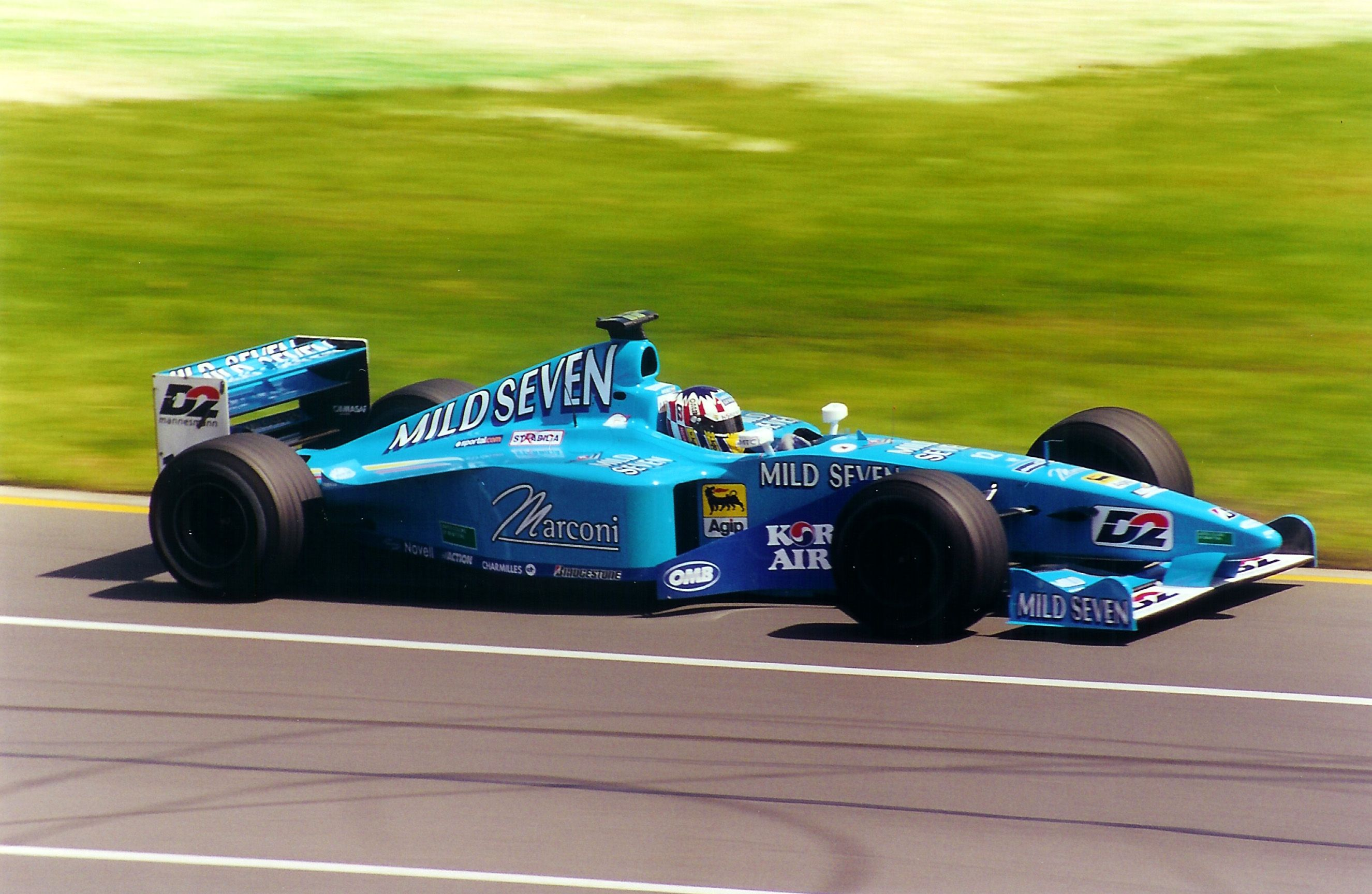
Benetton B200 à moteur Supertec badgé Playlife, ici au Grand Prix d'Autriche 2000.

Ce bloc-moteur est un modèle Supertec FB02 rebadgé, conçu initialement par Renault Sport. Le Playlife FB02 a été engagé en 2000.
- 10 cylindres en V à 71°
- Cylindrée : 2 998 cm3
- Régime moteur : 15 800 tr/min
- Puissance : 780 ch
- Poids : 117 kg
- Longueur : 623 mm
- Largeur : 542 mm

| Saison | Écurie              | Châssis       | Moteur                                | Pneus | Pilote               | 1    | 2    | 3    | 4    | 5    | 6    | 7    | 8   | 9    | 10   | 11   | 12   | 13   | 14   | 15   | 16   | 17  | Points | Classement des constructeurs |
| ------ | ------------------- | ------------- | ------------------------------------- | ----- | -------------------- | ---- | ---- | ---- | ---- | ---- | ---- | ---- | --- | ---- | ---- | ---- | ---- | ---- | ---- | ---- | ---- | --- | ------ | ---------------------------- |
| 1998   | Mild Seven Benetton | Benetton B198 | Playlife (Mecachrome) GC37-01 3.0 V10 | B     |                      | AUS  | BRA  | ARG  | SMR  | ESP  | MON  | CAN  | FRA | GBR  | AUT  | GER  | HUN  | BEL  | ITA  | LUX  | JPN  |     | 33     | 5e                           |
| 1998   | Mild Seven Benetton | Benetton B198 | Playlife (Mecachrome) GC37-01 3.0 V10 | B     | Giancarlo Fisichella | Abd. | 6    | 7    | Abd. | Abd. | 2    | 2    | 9   | 5    | Abd. | 7    | 8    | Abd. | 8    | 6    | 8    |     | 33     | 5e                           |
| 1998   | Mild Seven Benetton | Benetton B198 | Playlife (Mecachrome) GC37-01 3.0 V10 | B     | Alexander Wurz       | 7    | 4    | 4    | Abd. | 4    | Abd. | 4    | 5   | 4    | 9    | 11   | 16   | Abd. | Abd. | 7    | 9    |     | 33     | 5e                           |
| 1999   | Mild Seven Benetton | Benetton B199 | Playlife (Supertec) FB01 3.0 V10      | B     |                      | AUS  | BRA  | SMR  | MON  | ESP  | CAN  | FRA  | GBR | AUT  | GER  | HUN  | BEL  | ITA  | EUR  | MAL  | JPN  |     | 16     | 6e                           |
| 1999   | Mild Seven Benetton | Benetton B199 | Playlife (Supertec) FB01 3.0 V10      | B     | Giancarlo Fisichella | 4    | Abd. | 5    | 5    | 9    | 2    | Abd. | 7   | 12   | Abd. | Abd. | 11   | Abd. | Abd. | 11   | 14   |     | 16     | 6e                           |
| 1999   | Mild Seven Benetton | Benetton B199 | Playlife (Supertec) FB01 3.0 V10      | B     | Alexander Wurz       | Abd. | 7    | Abd. | 6    | 10   | Abd. | Abd. | 10  | 5    | 7    | 7    | 14   | Abd. | Abd. | 8    | 10   |     | 16     | 6e                           |
| 2000   | Mild Seven Benetton | Benetton B200 | Playlife (Supertec) FB02 3.0 V10      | B     |                      | AUS  | BRA  | SMR  | GBR  | ESP  | EUR  | MON  | CAN | FRA  | AUT  | GER  | HUN  | BEL  | ITA  | USA  | JPN  | MAL | 20     | 4e                           |
| 2000   | Mild Seven Benetton | Benetton B200 | Playlife (Supertec) FB02 3.0 V10      | B     | Giancarlo Fisichella | 5    | 2    | 11   | 7    | 9    | 5    | 3    | 3   | 9    | Abd. | Abd. | Abd. | Abd. | 11   | Abd. | 14   | 9   | 20     | 4e                           |
| 2000   | Mild Seven Benetton | Benetton B200 | Playlife (Supertec) FB02 3.0 V10      | B     | Alexander Wurz       | 7    | Abd. | 9    | 9    | 10   | 12   | Abd. | 9   | Abd. | 10   | Abd. | 11   | 13   | 5    | 10   | Abd. | 7   | 20     | 4e                           |

Légende : ici 